# Andrea Bonello
Andrea Bonello, o Andrea da Barletta, latinizzato come Andreas Bonellus de Barulo (Barletta, 1190 circa – 1275 circa), è stato un giurista italiano del XIII secolo, glossatore civilista, avvocato fiscale di Federico II di Svevia e docente nello studio di Napoli.

## Biografia
Nacque intorno al 1190 a Barletta.
Aveva una cattedra all'università di Napoli, appena fondata da Federico II, della quale fu anche rettore nel 1269. Fu anche a Bologna (intorno al 1260) e Padova, ma non è noto se come docente. Secondo alcune fonti fu avvocato fiscale del sovrano e membro della curia capuana.
Le sue opere giuridiche ebbero una certa influenza nel suo tempo.
Morì nel 1275 circa.

## Opere

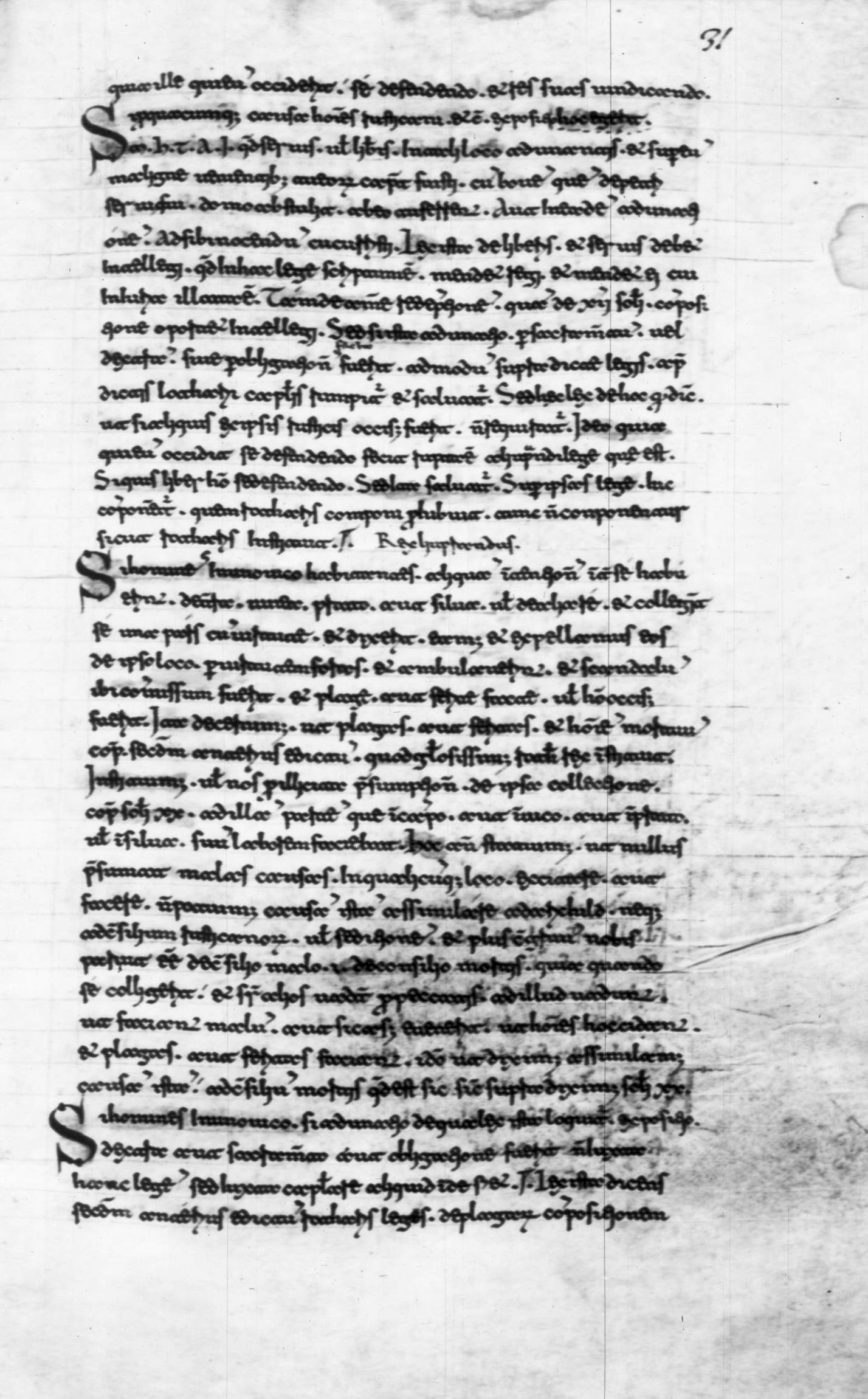
Contrarietates iuris civilis Romanorum et Longobardorum, manoscritto, XI-XII secolo

- (LA) Differentiae inter ius longobardorum et ius romanorum, Venezia, Aurelio Pinzi, 1541.
- (LA) Commentaria super tribus postremis libris Codicis, Venezia, Luigi Sessa, 1601.

### Manoscritti
- Contrarietates iuris civilis Romanorum et Longobardorum, XI-XII secolo, Napoli, Biblioteca Nazionale Vittorio Emanuele III, Biblioteca Brancacciana, Branc. I.B.12,  ff. 31-42 in margine.
  -  Contrarietates iuris civilis Romanorum et Longobardorum, XV secolo, Napoli, Biblioteca Nazionale Vittorio Emanuele III, Fondo Nazionale, ms. XII.C.93,  ff. 109r-131r.